# Транстасманская лига чемпионов
Транстасманская лига чемпионов является хоккейным турниром между командами из Австралии и Новой Зеландии. О создании этого турнира было объявлено в августе 2011 года. Первый турнир был сыгран в 2011 году. Он состоялся в Мельбурне. Победу одержали хозяева турнира — Мельбурн Айс.
Второй турнир состоялся в Новой Зеландии.

## История
В августе 2011 года было объявлено о запуске Транстасманской хоккейной лиги. По две команды из каждой лиги играют в круговом турнире и выявляют победителя турнира.

## Победители турнира
| Год  | Место соревнований                 | Участники                                                                  | Победитель   |
| ---- | ---------------------------------- | -------------------------------------------------------------------------- | ------------ |
| 2012 | Медиа Банк Айс Хаус, Мельбурн      | Ботани Сварм, Мельбурн Айс, Ньюкастле Норт Старс, Соутерн Стампид          | Мельбурн Айс |
| 2013 | Ледовая арена Куинстаун, Куинстаун | Кантербури Ред Девилс, Соутерн Стампид, Мельбурн Айс, Ньюкастле Норт Старс | Неизвестно   |
| 2014 | Неизвестно                         | Неизвестно                                                                 |              |